# Queen Salote College
Queen Salote College es una escuela privada femenina localizada en Tonga. Es la única escuela sólo para mujeres en el reino. Fue nombrada por el rey Tāufaʻāhau Tupou IV en honor de la fallecida reina Sālote Lupepauu. La escuela era más comúnmente conocida como The Girl's College (Kolisi Fefine). 
Ubicada en Vaha'akolo Road, frente a Malaʻekula, Tongatapu, se encuentra en la antigua sede del Tupou College al momento de su creación en 1866, donde cuatro años después las niñas tonganas recibían educación formal. El propósito principal de permitir que las niñas ingresaran a la institución era capacitarlas para que se convirtieran en buenas madres y esposas. En 1873, su educación terminó repentinamente ante las dudas del Sr. Baker sobre la decencia del comportamiento entre los dos géneros. En 1881 las niñas fueron admitidas de nuevo.
En 1921 se tomó la decisión de trasladar el Tupou College a Nafualu (el actual Colegio de Teología Siaʻatoutai) porque el terreno y las instalaciones eran inadecuados para atender a las crecientes inscripciones. El Queen Salote College data sus inicios como colegio independiente en 1926, año en que obtuvo la independencia académica del Tupou College, pues los exámenes de admisión pasaron a ser separados.

## Educación
La escuela también enseña a las estudiantes las artesanías tradicionales de Tonga tales como el tejido de alfombras y de vestidos típicos del país. Las clases van de los grados 1 al 7, incluida una clase de Cáterin y Hospitalidad. 

### Currículum
La escuela sigue el plan de estudios del Gobierno de Tonga, que se basa en el plan de estudios de Nueva Zelanda. La escuela enseña una amplia gama de materias, incluidos cursos de cáterin y hospitalidad, así como cursos de enfermería. 

## Revista
La escuela tiene una revista que publica anualmente los eventos y actividades que se realizaron durante todo el año, llamada Maamaloa Magazine. 

## Sistema de casas
La escuela tiene ocho casas y, al igual que Tupou College, llevan el nombre de los principales contribuyentes a la Iglesia wesleyana y a la enseñanza del cristianismo en Tonga. También llevan el nombre de notables mujeres tonganas del país. Las casas son: 
- Mata'aho (en honor a S.M. la Reina Halaevalu Mataʻaho ʻAhomeʻe)
- Melenaite (en honor a S.A.R. la princesa Melenaite Tupou-Moheofo)
- Molitoni (en honor al fundador de la institución, el Rdo. Dr. James Egan Moulton)
- Rodger Page (en honor al Rdo. Rodger Page)
- Mrs. Thompson (en honor a la primera mujer directora)
- Seluvaia.
- Lesieli Tonga (en honor a la primera dux de Tupou College)
- John Wesley (en honor al fundador de la Iglesia Metodista)

## Fuente
1. ↑  «Queen Salote College». Archivado desde el original el 30 de noviembre de 2011. Consultado el 16 de junio de 2019.

- Esta obra contiene una traducción total derivada de «Queen Salote College» de Wikipedia en inglés, concretamente de esta versión del 25 de marzo de 2019, publicada por sus editores bajo la Licencia de documentación libre de GNU y la Licencia Creative Commons Atribución-CompartirIgual 4.0 Internacional.

- Datos: Q16899001